# Neunburg vorm Wald

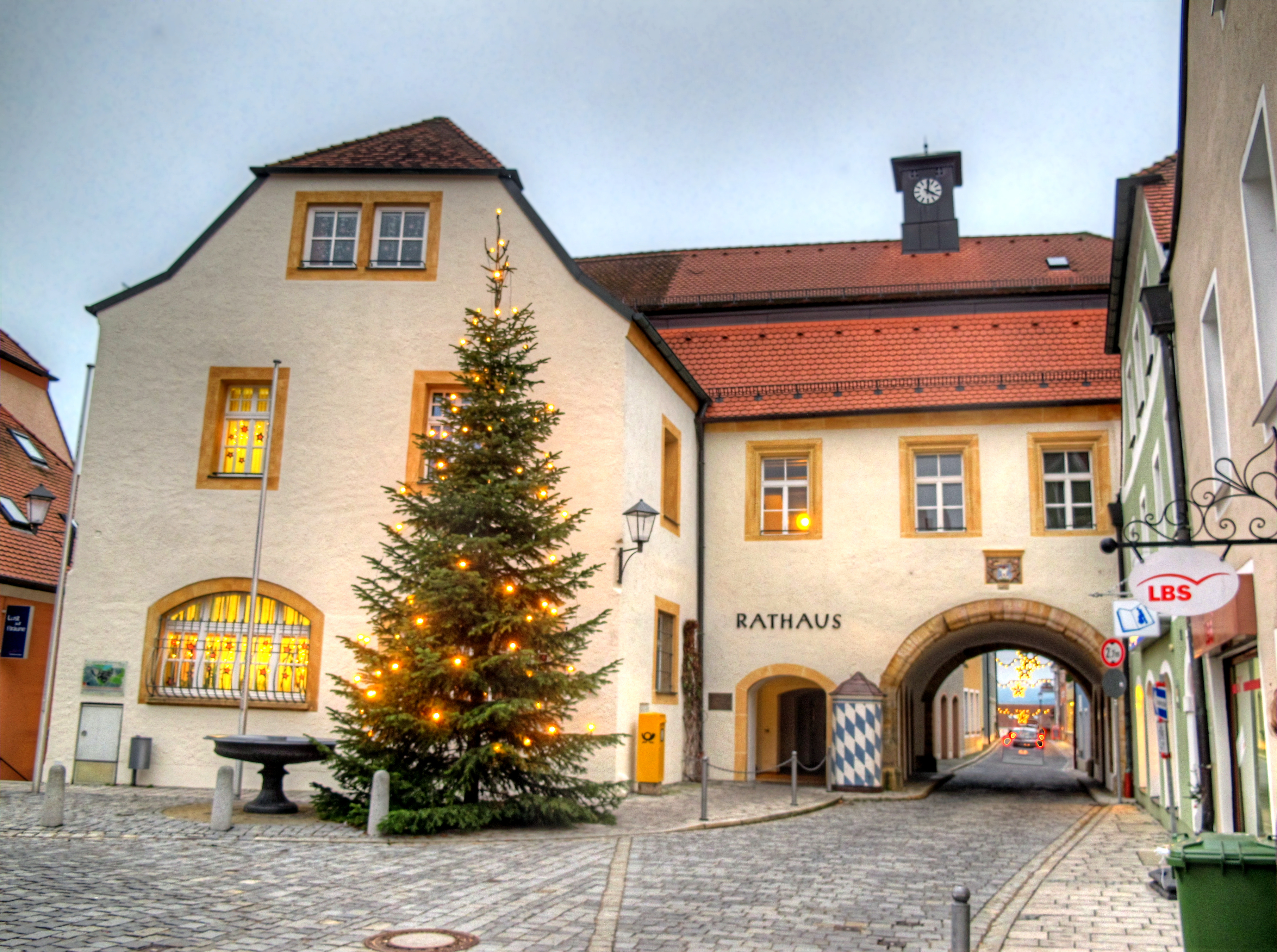
Neunburg vorm Wald

Neunburg vorm Wald este un oraș din districtul Schwandorf, regiunea administrativă Palatinatul Superior, landul Bavaria, Germania, cu codul poștal 92431.

## Demografie
La recensământul din 30 septembrie 2007 populația localității Neunburg vorm Wald era de 8.150 locuitori, din care 4.084 de sex masculin. 